# Marathon van Amsterdam 1992
De marathon van Amsterdam 1992 werd gelopen op zondag 27 september 1992. Het was de zeventiende editie van deze marathon.
De Mexicaan Inocencio Miranda zegevierde bij de mannen in 2:14.58. De Russische Polina Grigorenko kwam bij de vrouwen als eerste over de streep in 2:50.41.

## Uitslagen

### Mannen
| rang   | naam              | land | tijd    |
| ------ | ----------------- | ---- | ------- |
| Goud   | Inocencio Miranda | MEX  | 2:14.58 |
| Zilver | Maurilio Castillo | MEX  | 2:16.28 |
| Brons  | Jan Tau           | RSA  | 2:17.04 |
| 4      | Jabulani Minguni  | RSA  | 2:18.59 |
| 5      | Tadeusz Lawicki   | POL  | 2:22.43 |
| 6      | Barnabas Qamunga  | TAN  | 2:23.12 |
| 7      | Andrzej Witczak   | POL  | 2:24.37 |
| 8      | Senoo             | JPN  | 2:25.17 |
| 9      | Simon Mrashani    | TAN  | 2:27.51 |
| 10     | Boay Gurgo        | FIN  | 2:28.13 |

### Vrouwen
| rang   | naam              | land | tijd    |
| ------ | ----------------- | ---- | ------- |
| Goud   | Polina Grigorenko | BLR  | 2:50.41 |
| Zilver | Philomena Vranken | NED  | 2:58.29 |
| Brons  | Lynn March        | GBR  | ?       |

1975 ·
1976 ·
1977 ·
1978 ·
1979 ·
1980 ·
1981 ·
1982 ·
1983 ·
1984 ·
1985 ·
1986 ·
1987 ·
1988 ·
1989 ·
1990 ·
1991 ·
1992 ·
1993 ·
1994 ·
1995 ·
1996 ·
1997 ·
1998 ·
1999 ·
2000 ·
2001 ·
2002 ·
2003 ·
2004 ·
2005 ·
2006 ·
2007 ·
2008 ·
2009 ·
2010 ·
2011 ·
2012 ·
2013 ·
2014 ·
2015 ·
2016 ·
2017 ·
2018 ·
2019 ·
2020 ·
2021 ·
2022 ·
2023 ·
2024 ·
2025